# Clarisse Midroy
Marguerite Midroy, dite Clarisse Miroy, dite encore, plus simplement, Clarisse, née le 24 avril 1820 à Saint-Dizier et morte le 31 août 1870 à Neuilly-sur-Seine, est une actrice française.

## Biographie
Elle fit ses débuts d'actrice au Gymnase-Enfantin et joua ensuite à l'Ambigu.
Durant treize ans, de 1841 à 1854, elle fut l'amante de Frédérick Lemaître qui l'imposait dans les pièces où il jouait.
Elle eut deux enfants, Claire et Carole.

## Quelques-uns de ses rôles
- Louise, cousine de Loubet , L'Avocat Loubet, 1838
- Maritana, chanteuse des rues dans Don César de Bazan, 1844.
- Mina de Rantzberg dans Le Caporal et la Payse ou Le vieux Caporal de Dumanoir et Adolphe d'Ennery, le 9 mai 1853
- La Grâce de Dieu.
- La Bergère des Alpes.
- La Chatte blanche.
- Gilbert d'Anglars.